# KPT FC
El KPT FC es un equipo de fútbol de Pakistán que juega en la Liga Premier de Pakistán, la liga de fútbol más importante del país.

## Historia
Fue fundado en el año 1887 en la ciudad de Karachi como el equipo representante de la Karachi Port Trust, y es el equipo de fútbol más viejo de Pakistán y uno de los equipos fundadores de la Liga Premier de Pakistán, aunque nunca ha podido ser campeón de la máxima categoría. Cuenta con un título de copa ganado en 1990 venciendo en la final al HBFC FC.
A nivel internacional han participado en un torneo continental, la Recopa de la AFC 1991-92, en la cual fueron eliminados en la primera ronda por el Pupuk Kaltim de Indonesia.

## Palmarés
- Copa de Pakistán: 1

1990

## Participación en competiciones de la AFC
| Temporada | Torneo           | Ronda | Club         | Resultado |
| --------- | ---------------- | ----- | ------------ | --------- |
| 1991/92   | Recopa de la AFC | 1     | Pupuk Kaltim | 0-3, 0-6  |